# Ginter Jauh
Ginter Jauh (rođen 13. jul 1956) je poznati nemački TV voditelj. Trenutno živi u Potsdamu, u pokrajini Brandenburg, sa ženom Teom i četvoro dece. Najpoznatiji je po emisiji „Želite li da postanete milioner”.

## Biografija
Ginter Jauh je rođen u Minsteru. Poznat je po jedinstvenom stilu informisanja i zabavljanja ljudi. U periodu od 1990.-2001. bio je voditelj prajm tajm emisije Stern TV, informativne TV emisije istoimenog magazina, na privatnom TV kanalu RTL. 1996.vodio je politički tok šou na tzv. Prvom kanalu(nem.das Erste). 2000.-2006.bio je voditelj prenosa sa 4 skakaonice(Garmiš Partenkirhen,Obersdorf, Insbruk i Bišofshofen.) Zajedno sa Tomasom Gotšalkom bio je deo nemačkog TV šoa „Dvojac-Gotšalk i Jauh protiv svih”(nem.Die 2 - Gottschalk und Jauch gegen alle). 
2015,ubrzo nakon objave Štefana Raba da se povlači sa televizije,saopštava i on svoju nameruu da smanji svoje prisustvo na tv ekranima tj.da prekine politički tok šou sa svojim imenom na televiziji ARD i da se fokusira na emisije „Želite li da postanete milioner” i „Petorica protiv Jauha” 
Poznat je po donacijama velikih suma novca nakon pojavljivanja u reklamama za pivo Kronbaher i nemačku poštu DHL.Vlasnik je producentske kuće „I&u tv”,sinonima za informisanje i zabavu. 

## Lični život
Nakon 18.godišnje vanbračne zajednice oženio se Teom, 2006.godine. Ginter i Tea imaju dve biološke kćerke:Svenju,rođenu 1989. i Kristin,rođenu 1993. kao i dva usvojena deteta, Katju i Mašu. 

## Nagrade
1988.-1998.osvojio je nagrade: „Zlatna kamera”, nagradu bavarske televizije i „Bambi”.2001.dobio je nagradu „Bambi” za emisiju „Želite li da postanete milioner”. 2006.dobio je nagradu nemačke televizije.

## Zanimljivost
Ovaj poznati TV-moderator, prema saznanjima Bild dobija od televizije ARD na račun svoje produkcijske firme „I&U TV” oko 10,5 miliona evra godišnje.